# Raimond van der Gouw

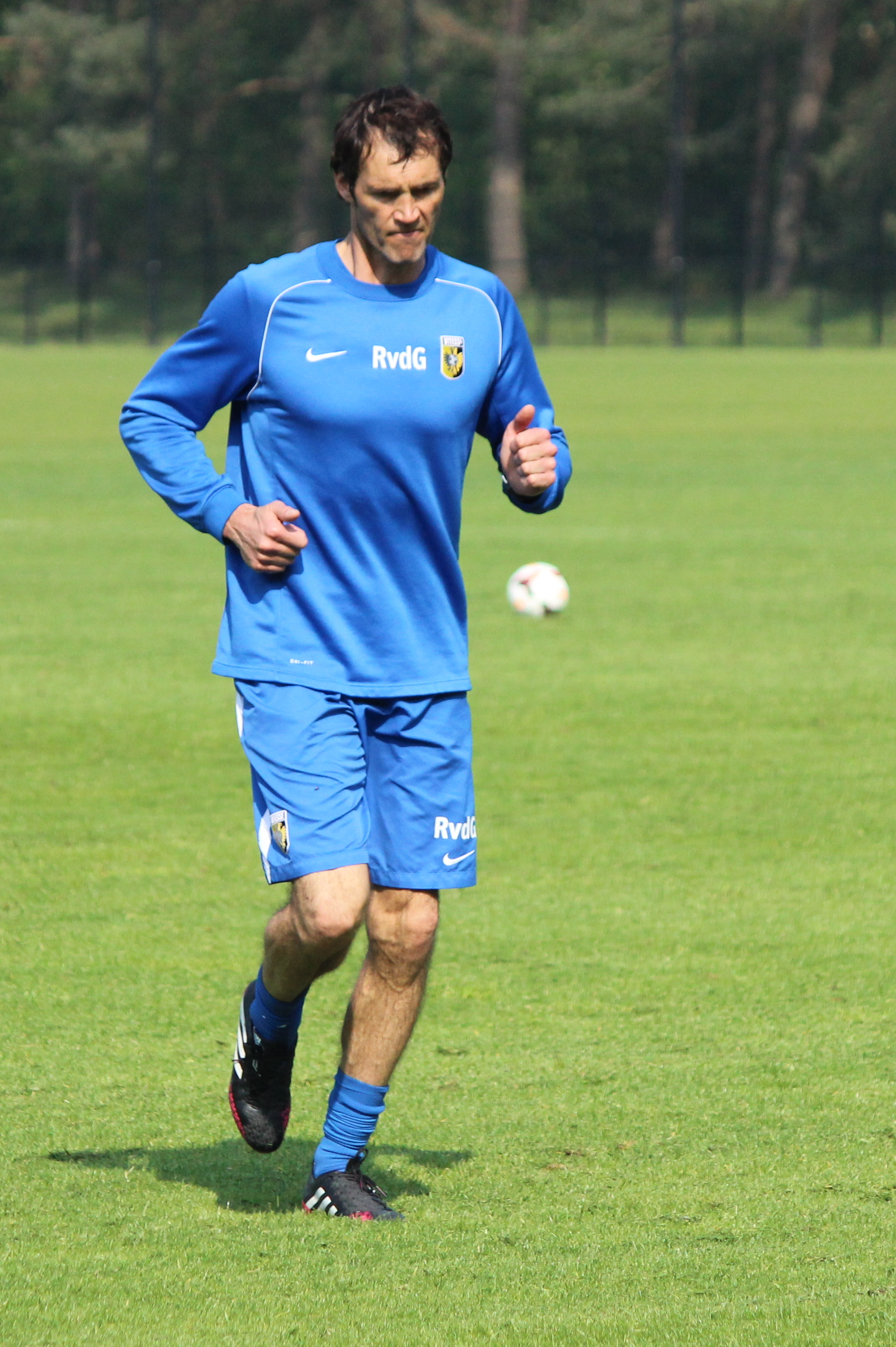
Raimond van der Gouw, 2014

Raimond van der Gouw (* 24. März 1963 in Oldenzaal) ist ein ehemaliger niederländischer Fußballtorhüter.

## Karriere
Seine Karriere begann van der Gouw im Jahr 1985 bei den Go Ahead Eagles. 1988 wechselte er zu Vitesse Arnheim. 
Zur Saison 1996/97 verließ er Vitesse in Richtung Manchester United, wo er zwar hinter Peter Schmeichel nur zweite Wahl war, aber dennoch zu regelmäßigen Einsätzen kam. 
Zur Saison 2002/03 wechselte er zu West Ham United. Dort kam er zu keinem einzigen Einsatz. Eine Saison später wechselte er wieder in seine Heimat, zu RKC Waalwijk. Eine Saison später fand er ein Engagement bei AGOVV Apeldoorn, wo er 2007 seine Karriere beendete. Zur Saison 2007/08 heuerte er als Torwart-Trainer beim FC Sunderland an. Seit 2009 ist er Torwart-Trainer bei Vitesse Arnheim.

## Titel und Erfolge

### Verein
- UEFA Champions League 1998/99 (mit Manchester United)

| Personendaten    | Personendaten                    |
| ---------------- | -------------------------------- |
| NAME             | Gouw, Raimond van der            |
| KURZBESCHREIBUNG | niederländischer Fußballtorhüter |
| GEBURTSDATUM     | 24. März 1963                    |
| GEBURTSORT       | Oldenzaal                        |